# Thorsten Keiser
Thorsten Keiser (* 1974 in Frankfurt am Main) ist ein deutscher Rechtswissenschaftler und seit 2016 Professor für Bürgerliches Recht und Rechtsgeschichte an der Universität Gießen.

## Werdegang
Nach einem Studium der Rechtswissenschaft in Frankfurt am Main, Heidelberg und Bologna legte Keiser im Jahr 2000 sein erstes, im Jahr 2007 dann sein zweites juristisches Staatsexamen ab. Bereits im Jahr 2005 promovierte Keiser zum Dr. iur.; 2003 erwarb er seinen Master in Comparative, European and International Legal Studies am Europäischen Hochschulinstitut Florenz. 2012 folgte die Habilitation und die Erteilung der Venia Legendi für die Fächer Bürgerliches Recht, deutsche und europäische Rechtsgeschichte, Neuere Privatrechtsgeschichte, Rechtsvergleichung und Europäisches Privatrecht an der Johann Wolfgang Goethe-Universität Frankfurt am Main. Nach Lehrstuhlvertretungen an den Universitäten Freiburg (2013), Jena (2014/2015) und Köln (2015) erhielt Keiser schließlich den Ruf an die Universität Gießen, wo er seit 2016 den Lehrstuhl für Bürgerliches Recht und Rechtsgeschichte innehat.

## Preise und Stipendien (Auswahl)
- Heisenbergstipendium der Deutschen Forschungsgemeinschaft (2015)
- Hermann Conring-Preis der Castor und Pollux Stiftung für hervorragende Forschungsleistungen auf dem Gebiet der Rechtsgeschichte, Rechtsphilosophie und Rechtstheorie (2012)
- Werner-Pünder-Preis der Sozietät Clifford Chance Pünder (2005)
- DAAD-Stipendium zur Förderung eines Studiums am EUI-Florenz (2002–2003)

## Mitgliedschaften
- Arbeitsgemeinschaft für die neueste Geschichte Italiens
- Initiative Arbeitsrechtsgeschichte des Hugo Sinzheimer Instituts für Arbeitsrecht in Kooperation mit dem Max-Planck-Institut für europäische Rechtsgeschichte
- Rechtshistorischer Studienkreis e.V. (Vorsitzender)
- Rudolf-von-Jhering-Institut für rechtswissenschaftliche Grundlagenforschung der Justus-Liebig-Universität Gießen (Mitglied des Direktoriums)
- Vereinigung für Verfassungsgeschichte

## Publikationen (Auswahl)
- Vertragszwang und Vertragsfreiheit im Recht der Arbeit von der Frühen Neuzeit bis in die Moderne, Klostermann, Frankfurt, M. 2013, ISBN 978-3-465-04179-5.
- Eigentumsrecht in Nationalsozialismus und Fascismo (= Beiträge zur Rechtsgeschichte des 20. Jahrhunderts, Band 49). Mohr Siebeck, Tübingen 2005, ISBN 978-3-16-148757-6.